# Tiny Tim (cantor)
Herbert Buckingham Khaury (Manhattan, 12 de abril de 1932 — Condado de Hennepin, 30 de novembro de 1996), conhecido artisticamente como Tiny Tim, foi um cantor norte-americano. Na maior parte da sua carreira, fez apresentações tocando ukelele, participou de musicais, e exerceu a função de arquivista.

## Início de vida
Herbert era filho de Tillie, uma costureira, sendo esta filha de um rabino. Ela tinha imigrado de Brest-Litovsk ainda jovem, em 1914. Seu pai, era Butros Khaury, um padre maronita cristão, e operário da indústria têxtil nascido em Beirute, no Líbano.
Ele apresentou talento musical já desde muito cedo. Aos cinco anos de idade, ganhou de seu pai um toca-discos, juntamente com um disco de vinil da música Beautiful Ohio, de Henry Burr. Aos seis, começou a aprender sozinho a tocar guitarra. Em sua pré-adolescência, ganhou uma paixão pela história da música, principalmente as das décadas de 1900 até aos anos 1930. Começou a passar a maior parte do seu tempo livre na Biblioteca Pública de Nova Iorque, lendo sobre o surgimento da indústria fonográfica. Herbert pesquisava letras de músicas, e também muitas vezes as copiava para estudar em casa, se tornando esse um hobby seu por toda a vida.

## Carreira

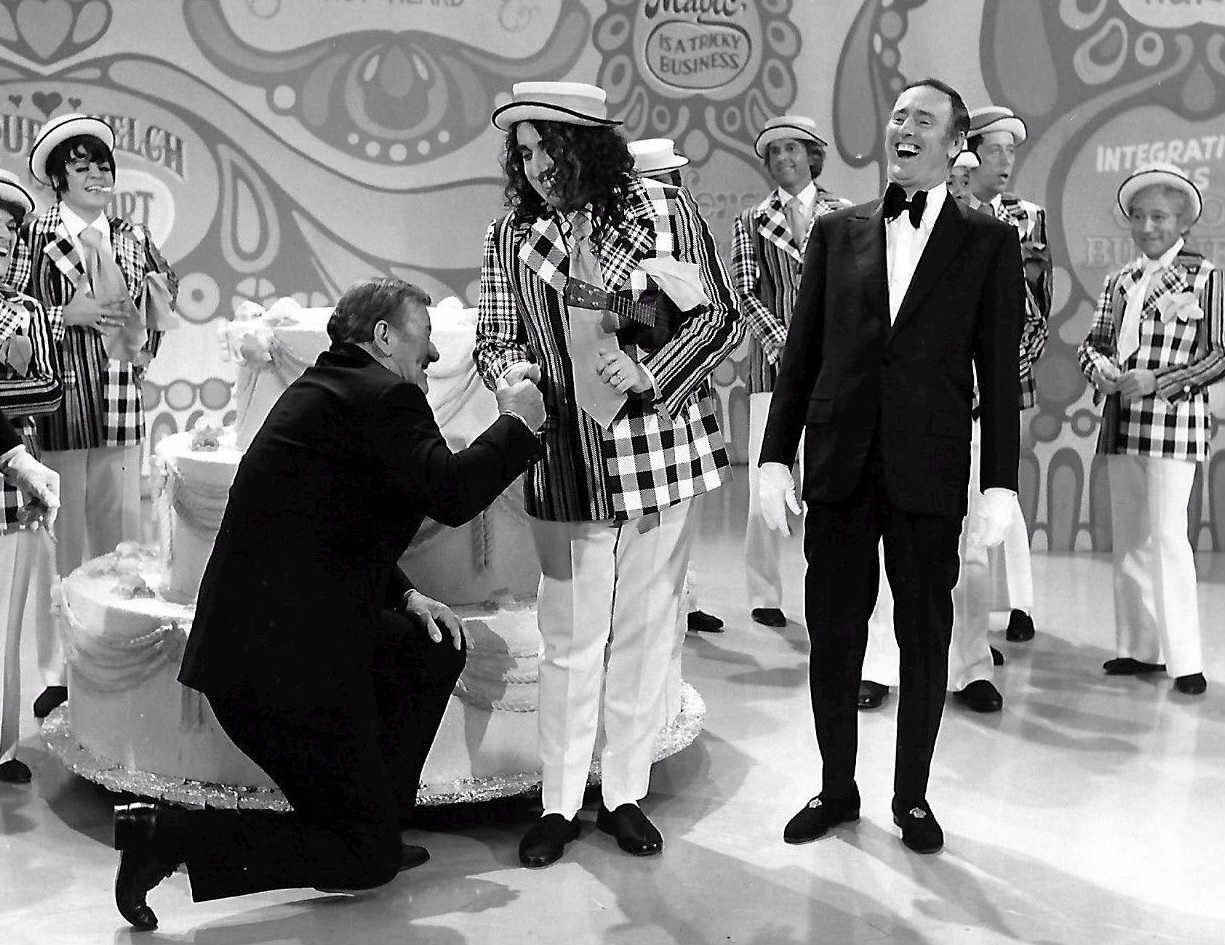
John Wayne e Tiny Tim ajudam a celebrar o 100.º episódio de Laugh-In, em 1971.

Aos 11 anos de idade, Khaury começou a aprender tocar violino e, mais tarde, aprendeu a tocar também bandolim, mas foi o ukulele que se tornou seu instrumento de assinatura. Ele gostava de se apresentar para seus pais em casa.
Em 1945, passou por uma cirurgia de remoção do apêndice e, durante sua recuperação, lia a Bíblia, ouvia músicas no rádio e cantava junto. Raramente saía do seu quarto nesse período, exceto para ir para a escola, onde era considerado um aluno ruim. Depois de repetir o segundo ano do ensino médio, ele interrompeu os estudos e começou a trabalhar, tendo uma série de pequenos empregos.
Entrevistado em 1968 ao The Tonight Show, descreveu a descoberta de sua habilidade para cantar em falsete: "eu estava ouvindo o rádio e cantando junto como sempre fazia, então eu disse: 'Caramba, que estranho! Queria que eu pudesse cantar alto assim."' Em 1969, durante uma entrevista, ele disse que estava ouvindo Rudy Vallee cantar em falsete e, "tive algo como uma revelação de que poderia cantar daquele jeito - até então eu nunca soube que eu conseguia alcançar tons agudos altos e cantar em falsete", descrevendo tal experiência como religiosa.
No início da década de 1950, ele conseguiu um emprego como mensageiro no escritório dos estúdios Metro-Goldwyn-Mayer em Nova Iorque, o que o tornou ainda mais fascinado com a indústria do entretenimento. Tempos depois ele participou de um show de talentos, interpretando a música "You Are My Sunshine" em seu recém descoberto falsete. Ele começou a se apresentar em clubes noturnos como cantor amador, utilizando diferentes nomes, como Texarkana Tex, Judas K. Foxglove, Vernon Castle, e Emmett Swink. Para se destacar entre outros artistas iniciantes, ele usava roupas extravagantes. Inspirado em um cartaz antigo de Rudolph Valentino, o qual usava cabelos longos, Tiny deixou crescer o seu próprio cabelo na altura dos ombros e passou a usar uma maquiagem branca pastosa no rosto. Sua mãe não entendia o motivo da sua mudança na aparência e pensava em levar seu filho, agora na casa dos vinte anos, para ver um psiquiatra em Bellevue Hospital, até que seu pai interveio.

Em 1959, ele largou todos os seus nomes de palco e se apresentou como "Larry Love, the Singing Canary" pelo Hubert's Museum and Live Flea Circus, na Times Square em Nova Ioque. Ele então assinou contrato com um gerente que o enviou em audições através do Greenwich Village, de Nova York, onde ele tocava o cavaquinho, a cantar no seu falsete de voz a canção que viria a ser a sua assinatura, Tiptoe Through the Tulips, e realizando shows amadores não remunerados.
Eu vi Tiny Tim pela primeira vez muito cedo em sua carreira, em Greenwich Village, no inverno de 1962-63. Houve uma convenção da faculdade de editores de jornais, e alguns de nós - me lembro de Jeff Greenfield chegando - foi ao Black Pussycat e nos se encontramos sendo entretidos por um homem de quem não lembravamos de ter visto antes. Ele já era popular na região.
Em 1963, ele conseguiu realizar seu primeiro show no Page Three, um clube LGBT em Greenwich Village, tocando 6 horas por noite, 6 noites por semana e recebendo US$96 por mês. Ele se apresentou pelos próximos dois anos como "Dary Dover", e, depois, como "Sir Timothy Timms". Após um show em que ele foi escalado para se apresentar depois de um ato como um "anão", seu empresário George King decidiu anunciá-lo com o antifrásico nome artístico de "Tiny Tim", apesar de seu 1,85m (6' 1").
Tiny Tim apareceu em Amores Normais (1963), de Jack Smith, bem como no longa independente Você é o Que Você Come (1968), no qual ele cantou o Ronettes canção "Be My Baby", em seu típico falsete. Em destaque, também, foi uma versão de Sonny e Cher de "I Got you Babe", com Tim cantando a composição de Cher na sua voz de falsete, juntamente com Eleanor Barooshian cantando Sonny Bono's barítono parte. Essas faixas foram gravadas com músicos que passou a ser A Banda. O "I Got you Babe" desempenho levou a uma reserva no Rowan e Martin s laugh-In, uma de televisão Americana de comédia-show de variedades. Co-host Dan Rowan anunciou que Rir-Nos acreditava na apresentação de novos talentos, e introduziu Tiny Tim. O cantor entrou carregando um saco de compras, puxou seu ukulele soprano, e cantou um medley de "Um Tisket A Tasket" e "No Good Ship Pirulito" como uma aparentemente desnorteado co-host Dick Martin assisti. Em sua terceira desempenho em Rir-Nos, Tiny Tim entrou soprando beijos, precedido por um elaborado procissão do elenco e, depois de uma breve entrevista, ele cantou "ponta dos pés Através das Tulipas".
Em 1968, seu primeiro álbum God Bless Tiny Tim foi lançado, e continha uma versão orquestrada de "Tiptoe Through the Tulips", que se tornou um sucesso depois de ser lançado como single. For All My Little Friends (1969) foi uma coleção de canções infantis e recebeu uma indicação ao Grammy.
Em 7 de outubro de 1969, Tiny Tim teve a oportunidade de ir para o gelo com seu time de esportes favorito, Toronto Maple Leafs, antes de um evento de caridade no santuário de hóquei Maple Leaf Gardens. Vestindo os patins e a camisa do futuro membro do Hockey Hall of Fame, Pat Quinn, e ajudado pelos membros da equipe Mike Walton e Jim McKenny, ele tentou patinar pela primeira vez. Na ocasião ele declarou: "Que emoção! Estar no gelo foi ótimo!" Reagindo bem à sua evidente incapacidade de andar de skate por conta própria, ele disse: "Eu sempre fui atlético espiritualmente, não fisicamente".
Tiny Tim foi casado três vezes e teve uma filha do primeiro casamento, com Victoria Budinger (também conhecida como "Miss Vicki"). Tiny Tim, se casou com Miss Vicki no The Tonight Show Starring Johnny Carson em 17 de dezembro de 1969, com 40 milhões de pessoas assistindo. Logo depois de seu casamento, Miss Vicki descobriu que estava grávida, mas a criança nasceu morta cinco meses mais tarde. Khaury enterrou a criança com uma lápide que dizia "Ele". A sua filha, Tulip Victoria, nasceu em 1971. Logo depois, Vicki conheceu o modelo John Carmen em gravações para a televisão que seu marido estava fazendo, e começou a se relacionar com Carmen, e muitas vezes eram vistos juntos em casas noturnas. De acordo com a terceira esposa Khaury, Sue, "Miss Vicki" foi abusiva fisicamente em relação a seu marido. Tiny Tim e Miss Vicki separaram-se consensualmente, em 1974, e se divorciaram, três anos mais tarde, em 1977. Ele casou-se com Jan Alweiss ("Miss Jan"), em 1984, e Susan Marie Gardner ("Miss Sue"), em 1995. Quando Tiny Tim primeiro tornou-se conhecido para o público Americano, especialistas e jornalistas debateram se este personagem a ser apresentado foi apenas um ato orquestrado ou a coisa real. "Rapidamente se tornou claro que ele era genuíno", no entanto, e que ele provavelmente poderia ser melhor descrito como "um solitário pária intoxicado pela fama" e "romântico", sempre em busca de seus ideais sonhados.
Após os momentos de destaque de sua carreira no final dos anos 1960, as aparições de Tiny Tim na televisão diminuíram, e sua popularidade começou a declinar. Ele continuou a fazer shows, realizando algumas apresentações lucrativas em Las Vegas. Quando o seu contrato de gravação terminou com Reprise, ele fundou sua própria gravadora e humor chamado Vic Tim Registros, como um trocadilho com a combinação do nome de sua mulher com a de seu próprio. Ele tocou com o Americano banda de rock alternativo, a Camper Van Beethoven no ano de 1986. Em 1990, ele lançou vários álbuns, incluindo Rock (1993), eu Me Amo (1993), e a Menina (1996). Tiny Tim, foi publicado em 1976 pela Playboy Prima, uma biografia, escrita por Harry Stein.
Tiny Tim tocava ukulele com a mão esquerda – embora ele mantivesse o posicionamento padrão das cordas – e tocava guitarra com a mão direita. Os instrumentos que ele tocava incluíam um Martin vintage, um Favilla e um ressonador de metal Johnston. Tiny era um grande fã de Arthur Godfrey e aprendeu sozinho a tocar usando um livro de métodos que veio com o ukulele de plástico MacCaferri Islander endossado por Godfrey.

## Morte

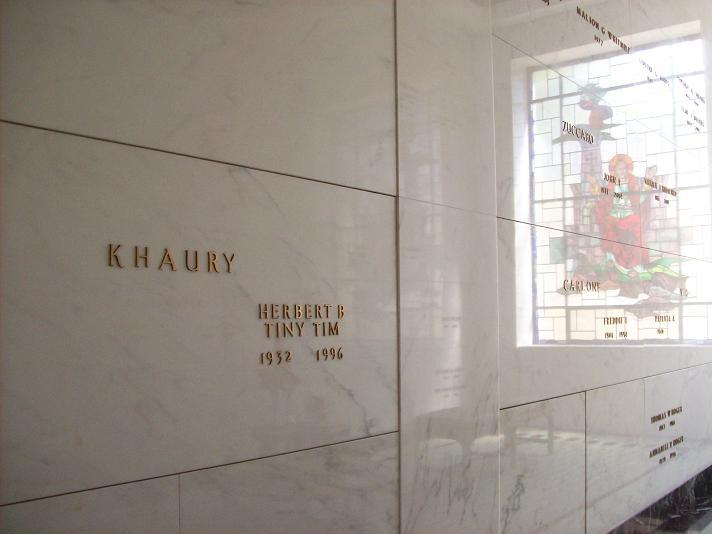
Túmulo de Tiny Tim no Mausoléu Lakewood

Em 28 de setembro de 1996, Tiny Tim gravou uma entrevista em vídeo no Montague Bookmill, e mais tarde sofreu um ataque cardiaco enquanto tocava em um festival musical de ukulele no Montague Grange Hall, em Montague, Massachusetts. Ele foi hospitalizado no Franklin County Medical Center, em Greenfield, por aproximadamente três semanas antes de receber alta. O músico foi fortemente advertido para não se apresentar novamente por causa de sua saúde, seu peso e a alimentação adequada para seu quadro diabético e cardíaco. No entanto, ele ignorou o conselho.
Em 30 de novembro de 1996, ele estava tocando em uma festa de gala de beneficência oferecida pelo Women's Club of Minneapolis. Ele disse à sua terceira esposa ("Miss Sue") antes de atuar que não estava se sentindo bem, mas não queria decepcionar os fãs. Até ao final de seu desempenho, a maioria do público já tinha ido embora. Ao realizar o seu último número da noite, ele sofreu outro ataque cardíaco no palco durante de uma versão de seu hit, "Tiptoe Through the Tulips". Sua esposa perguntou-lhe se estava tudo bem, e ele disse que não; ela estava-o ajudando a voltar para sua mesa quando ele caiu, e nunca recuperou a consciência. EMTs realizaram CPR no local e o transportou para o Hennepin County Medical Center, onde, depois de muitas tentativas de revitalização do hospital, Tiny Tim foi declarado morto quase uma hora mais tarde. Seu corpo está sepultado em um mausoléu em Lakewood Cemetery em Minneapolis.

## Lançamentos póstumos
Em 2000, a Rhino Handmade lançou o póstumo, Tiny Tim Live! At the Royal Albert Hall. Esta gravação havia sido feita em 1968, no auge da carreira de Tiny Tim, porém a Reprise Records nunca lançou. O CD limitado esgotou e foi reeditado no rótulo regular da Rhino. Em 2009, o selo Collector's Choice lançou I've Never Seen a Straight Banana: Rare Moments Vol. 1, gravado e produzido por Richard Barone, em 1976. O álbum foi uma coleção de gravações raras de algumas músicas favoritas de Tiny Tim a partir de 1878, até a década de 1930, juntamente com algumas de suas próprias composições.
Em 2009, foi relatado que Justin Martell estava a preparando uma biografia de Tiny Tim, lançada em 2016, sob o título Eternal Troubadour: The Improbable Life of Tiny Tim. Martell é conhecido como um dos "maiores especialistas" da América. Tiny Tim; ele contribuiu anotações para eu Nunca Vi uma Reta de Banana e o de 2011, Tiny Tim, compilação LP "Tiny Tim: Lost & Found 1963-1974 (Rare & Unreleased)", lançado em Segredo Sete Registros.
Em 2013, uma biografia de Tiny Tim foi lançado em duas edições. Tiny Tim: ponta dos pés por Meio de Uma Vida foi lançado em 16 de julho de 2013, e é por Lowell Tarling (autor) e Martin Sharp (illustrator). Navio Costa PhonoCo seguido de "Lost & Found Vol. 1" com um "Vol. 2", com Tiny Tim 1974 gravação ao vivo de "(Ninguém Pode Me Amar Como Meu Velho Tomate Pode" em uma edição limitada de cera do cilindro.
Em 2016, o Navio Costa PhonoCo lançou Tiny Tim America, uma coleção de demos gravadas por Tiny Tim, em 1974 e concluído em 2015, com overdubs supervisionado pelo produtor Richard Barone e Tiny Tim primo Eddie Rabin. O álbum foi o subtítulo "Raros Momentos, Vol. 2" e apresentado como uma sequência espiritual para 2009 "eu Nunca Vi Uma Reta Banana: Raros Momentos Vol 1."

## Discografia
- God Bless Tiny Tim (Reprise Records, 1968)
- Com amor e beijos de Tiny Tim: Concerto em Fairyland (Bouquet SLP 711) gravado em 1962.
- 2º álbum de Tiny Tim (Reprise Records, 1968)
- The Beatles '1968 Christmas Record (Lyntone, LYN 1743/4, 1968)
- For All My Little Friends (Reprise Records, 1969) - Este álbum foi nomeado para um Grammy.
- Tip Toe To The Gas Pumps / The Hickey (On Your Neck) (Clouds Records, 1979) - 45 rpm single; lado a refere-se a longas linhas de gás durante a crise do petróleo da OPEP.
- Wonderful World Of Romance (Street Of Dreams YPRX 1724. 1980) Gravado na EMI Austrália, apenas 200 prensadas, nenhuma capa impressa.
- Chameleon (Street of Dreams YPRX 1848, 1980) - Apenas 1 000 cópias impressas.
- Tiny Tim: The Eternal Troubadour (reprodução PBL 123441, 1986)
- Ponta dos pés através das tulipas / ressurreição (Bear Family BCD 15409, 1987)
- Leave Me Satisfied (NLT 1993) 1989 (álbum country não lançado)
- The Heart Album (Ca-Song CA 1369), 1991 - (Tiny Tim tem seis músicas neste álbum)
- Tiny Tim Rock (Regular Records, 1993)
- I Love Me (Yucca Tree Records, 1993)
- Songs of an Impotent Troubadour (Durtro, 1994)
- Álbum de Natal de Tiny Tim de 1994 (Rounder Records, 1994)
- Viva em Chicago com os New Duncan Imperials (1995, Pravda Records)
- Prisoner of Love: A Tribute to Russ Columbo (Vinyl Retentive Productions, 1995)
- Garota (com Brave Combo) (Rounder Records, 1996)
- Tiny Tim Unplugged (Tomanna 51295, 1996) - Gravado ao vivo em Birmingham, Alabama
- The Eternal Troubadour: Tiny Tim Live in London (Durtro, 1997, gravado em 1995)
- Tiny Tim Live! No Royal Albert Hall (Rhino Handmade, 2000, gravado em 1968)
- God Bless Tiny Tim: The Complete Reprise Studio Masters... And More (Rhino Handmade, 2006, conjunto de 3 CDs)
- Chameleon (Zero Communications TTCH 12061, 2006, lançamento em CD)
- Wonderful World of Romance (Zero Communications, TTWW 12062, 2006, gravado em 1979)
- Stardust (Zero Communications, TTST 12063, 2006)
- Eu nunca vi uma banana pura - Rare Moments Vol. 1 (Collectors Choice Music WWCCM 20582)  (2009)
- Tiny Tim: Lost & Found (Rare & Unreleased 1963–1974) (Secret Seven Records, 2011, compilação)
- Tiny Tim's America (Ship to Shore Phonograph Company, 2016, não lançado anteriormente)

## Na cultura popular
Sua música “Livin' in the Sunlight, Lovin in the Moon Light“ foi destaque no episódio de Bob Esponja, "Help Wanted" (Precisa-se de Ajudante, no Brasil). Sua interpretação de "ponta dos pés Através de Tulipas" foi uma parte principal de 2011, um filme de terror Insidiosa e também usado como um bass faixa de "As Incríveis Aventuras de DJ Yoda" na mistura Ponta de Dedo do pé. No Ursula Dubosarsky's trilogia para as crianças, As Estranhas Aventuras de Isador Brown, o herói Isador do Papai tem o cabelo vermelho longo e toca cavaquinho, e é, segundo o autor, baseada e inspirada por Tiny Tim.